# الوطية (المخادر)

تعديل مصدري - تعديل

الوطية محلة تابعة لقرية دقار، التابعة لعزلة السحول بمديرية المخادر إحدى مديريات محافظة إب في الجمهورية اليمنية، بلغ تعداد سكانها 26 حسب تعداد اليمن لعام 2004.